# ردفیلد (داکوتای جنوبی)
ردفیلد(به انگلیسی: Redfield) شهری در ایالت داکوتای جنوبی کشور ایالات متحده آمریکا است که جمعیت آن در سرشماری سال ۲۰۱۰ میلادی، ۲٬۳۳۳ نفر بوده‌است.